# Paras Nath Prasad
Paras Nath Prasad (* 4. Juni 1946 in Bihar) ist ein indischer Chemiker.
Prasad studierte Chemie an der Universität Bihar mit dem Bachelor-Abschluss 1964 und dem Master-Abschluss 1966 (wobei er jeweils die Goldmedaille der Universität erhielt), war 1967 Lecturer an der indischen Bhagalpur University und wurde 1971 an der Philadelphia University in Chemie promoviert. Als Post-Doktorand war er an der University of Michigan. 1974 wurde er Assistant Professor an der State University of New York at Buffalo mit einer vollen Professur ab 1982. Neben Chemie hat er auch Professuren für Physik, Elektrotechnik und Medizin.  Er ist dort seit 1997 Distinguished Professor und er ist Samuel P. Capen Professor und Executive Director des multidisziplinären Institute for Lasers, Photonics and Biophotonics.
Er befasst sich mit Laserchemie (chemische Untersuchungen mit Laserspektroskopie) und Festkörperchemie. Prasad untersuchte unter anderem zeitaufgelöste Umverteilung von Schwingungsenergie in Molekülen, Phononen-gestützte spektrale Diffusion in ungeordneten Festkörpern, optische Doppelresonanz molekularer Festkörper bei tiefen Temperaturen im Pikosekunden-Bereich, Dynamik chemischer Umwandlungen in organischen Festkörpern und dünnen Filmen aus einer Molekülschicht, sowie mit Entwurf, Ultrastruktur und Dynamik dünner Filme elektroaktiver Polymere. Er befasst sich mit Nanowissenschaften (Nanophotonik, Nanomedizin) und veröffentlichte eine Monographie über Biophotonik und gilt auf diesem Gebiet als Pionier.
2016 erhielt er die Goldmedaille der SPIE, 1999 den Schoelkopf Award der Western New York Sektion der ACS, die Morley Medal der ACS, den Western New York Health Care Industries Technology/Discovery Award und 2018 den Peter Debye Award. 1977 bis 1981 war er Sloan Fellow und 1997 Guggenheim Fellow. Er ist Fellow der American Physical Society (1995) und der Optical Society of America (1994). 2005 wurde er unter die Scientific American Top 50 Wissenschaftler (Science and Technology Leaders in the World) gewählt.
Er organisierte sechs International Conferences on Frontiers of Polymers and Advanced Materials (zuerst 1991 in Indien). Von ihm stammen über 700 Veröffentlichungen als Autor und Ko-Autor und er hält mehrere Patente. Er ist unter anderem Ehrendoktor von Aix-Marseille und der Königlichen Technischen Hochschule in Stockholm.

## Schriften
- mit David J. Williams:  Introduction to Nonlinear Optical Effects in Molecules and Polymers, Wiley 1991
- Introduction to Biophotonics, Wiley-Interscience 2003
- Nanophotonics, Wiley 2004
- Introduction to Nanomedicine and Nanobioengineering, Wiley 2012